# Diagrama de Taylor

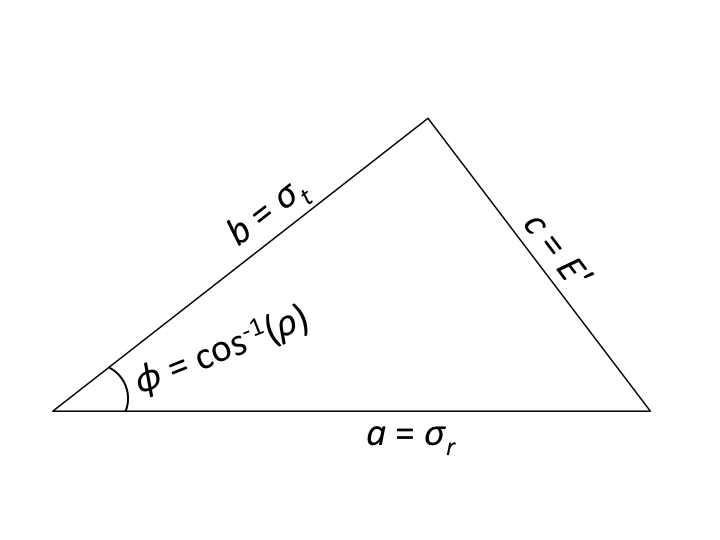
Muestra gráficamente y de forma resumida como se ve el diagrama de taylor

Los diagramas de Taylor son diagramas matemáticos diseñados para indicar gráficamente cuál de varias representaciones o modelos aproximados de un fenómeno es más realista. Este diagrama, inventado por Karl E. Taylor en 1994 (publicado en 2001) facilita la evaluación comparativa de diferentes modelos. Se utiliza para cuantificar el grado de correspondencia entre el comportamiento modelado y observado en términos de tres estadísticos: el coeficiente de correlación de Pearson, la raíz del error cuadrático medio (RMSE) y la desviación estándar. Los diagramas de Taylor se han utilizado principalmente para evaluar modelos diseñados para estudiar el tiempo atmosférico, el clima y otros aspectos del sistema dinámico de la Tierra, ingeniería, agronomía, meteorología, entre otros.

## Lectura
El diagrama de Taylor se presenta como un cuarto de circunferencia en que se solapan diferentes líneas rectas y curvas para representar los tres estadísticos: la correlación, el RMSE y la desviación estándar. Generalmente, se marca con un punto el cruce de información de las observaciones o mediciones a representar (RMSE=0; correlación=1), con la distancia al centro de la circunferencia como representación del valor de la desviación estándar. Así, las líneas rectas que salen desde el centro marcan la correlación, siendo la línea recta superior el valor de cero y la horizontal 1. El error cuadrático medio se marca con circunferencias de magnitud ascendente mientras más lejos del centro se encuentra. Finalmente, los modelos a comparar se posicionan en su posición correspondiente.

## Teoría
Los diagramas de Taylor muestran estadísticas útiles para evaluar la similitud de una variable simulada por un modelo la observación o referencia. Matemáticamente, los tres estadísticos mostrados en un diagrama de Taylor están relacionados por la siguiente fórmula, derivada directamente de sus definiciones: 
```

  

    

      

        

          
E

          

            
′

            
2

          

        

        
=

        

          
σ

          

            
r

          

          

            
2

          

        

        
+

        

          
σ

          

            
t

          

          

            
2

          

        

        
−

        
2

        

          
σ

          

            
r

          

        

        

          
σ

          

            
t

          

        

        
ρ

      

    

    
{\displaystyle E^{\prime 2}=\sigma _{r}^{2}+\sigma _{t}^{2}-2\sigma _{r}\sigma _{t}\rho }

  

,
```

donde ρ es el coeficiente de correlación entre los campos de prueba y de referencia; E′ es el RMSE centrado; y {\displaystyle \sigma _{r}^{2}} y {\displaystyle \sigma _{t}^{2}} son las anomalías de las observaciones y las simulaciones, respectivamente. La ley de los cosenos ({\displaystyle c^{2}=a^{2}+b^{2}-2ab\cos \phi ,} donde a, b y c son la longitud de los lados del triángulo, y {\displaystyle \phi } es el ángulo entre los lados a y b) proporciona la clave para formar la relación geométrica entre las cuatro variables que subyacen al diagrama de Taylor. 
La desviación estándar del campo observado {\displaystyle (\sigma _{r})} es el lado a. La desviación estándar del campo simulado {\displaystyle (\sigma _{t})} es el lado b, la diferencia RMS centrada entre los dos elementos (E′) es el lado c, y el coseno del ángulo entre los lados a y b es el coeficiente de correlación (ρ).
Las medias de los campos se restan antes de calcular sus estadísticas de segundo orden, por lo que el diagrama no proporciona información sobre los sesgos generales, sino que únicamente caracteriza el error de patrón centrado. 